# Unitat Canina dels Mossos d'Esquadra
La Canina és una de les cinc peculiars unitats de l'Àrea Central de Suport Operatiu que ofereixen els seus serveis altament especialitzats a la resta d'àrees del cos de Mossos d'Esquadra. Ensinistra els gossos policia i els guia en les operacions de recerca de drogues, d'explosius i de rescat de persones.

## Funcions

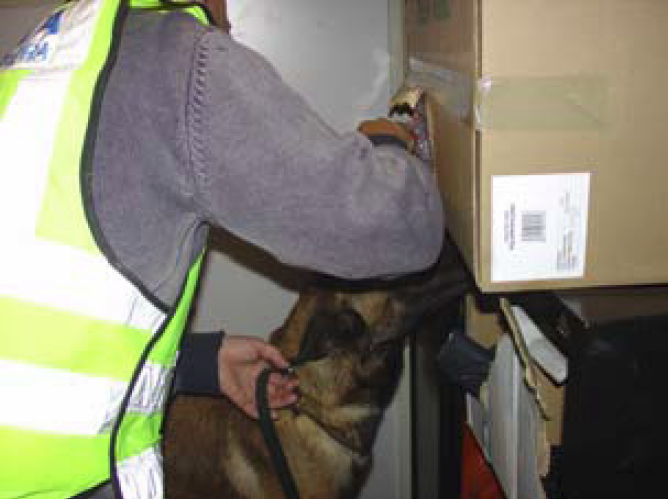
Agent i gos policia de la Unitat de Canina.

Concretament la Unitat de Canina executa a la pràctica les tasques encomanades a l'ACSO que li són pròpies:
1. Aquelles en què calguin gossos especialment ensinistrats.

Aquest tipus d'unitats policials acostumen a treballar amb les races pastor alemany, pastor belga i labrador retriever, però gairebé mai amb exemplars de "raça pura", ja que aquests acostumen a presentar deficiències físiques per la manca de renovació genètica. En el cas de la unitat catalana, els gossos són ensinistrats en una de les tres direccions següents: la recerca de persones, la recerca de drogues o la recerca d'explosius. A diferència d'altres cossos es va optar per no utilitzar gossos guardians per a l'ordre públic. En cada un dels casos el gos ensinistrat assenyala una troballa de maneres diferents: el que troba persones s'asseu i borda, el que troba drogues grata el lloc concret on són, i el que troba explosius simplement s'asseu per tal d'evitar que els toqui. La recompensa per una troballa és sempre una joguina (anomenada el "motivador") amb la qual vol jugar l'animal i l'incita a buscar el que li han ensenyat sempre que el guia-amo li ho indiqui.
Per ensinistrar un gos policia cal que no tingui més de dos anys. En cas que superi l'aprenentatge de sis mesos en la seva especialitat, la seva vida laboral s'allargarà fins als nou o onze. Les qualitats d'un bon gos policia són: una capacitat olfactiva 100.000 vegades superior que la de les persones, una resistència molt superior a la de les persones, rapidesa en la recerca, i una bona capacitat de discriminar una olor determinada entre altres substàncies diferents.

## Funcionament
La unitat és dirigida per un cap, qui acostuma a ser un policia amb el rang de sotsinspector, i un sotscap d'un rang inferior.
Compta amb 27 mossos per cobrir els serveis centrals i les tres regions policials metropolitanes, i amb 9 mossos més per cobrir la resta del país en grups de quatre. Properament ampliaran la unitat per ser 39 agents a les metropolitanes i 12 a la resta. Pel que fa a gossos compta amb un total de 66 efectius, la majoria ensinistrats en un dels tres camps sobredits, tot i que també en disposen en alguna altra especialitat. Pel que fa als serveis centrals hi ha tres grups:
- El Grup de Recerca d'Explosius
- El Grup de Recerca d'Estupefaents
- El Grup de Recerca de Persones desaparegudes a la muntanya o sepultades sota les runes

Els mossos que formen part d'aquesta unitat s'han d'haver especialitzat a l'ISPC fent el curs de Guia caní, de la família de la seguretat ciutadana. La formació d'aquests mossos guies canins té lloc durant cinc mesos, als quals s'hi ha de sumar un període posterior de pràctiques.
Les completes instal·lacions d'aquesta unitat al Complex Central consten de 68 caneres, una pista d'entrenament caní, una cuina, un consultori veterinari, magatzems i una sala de reunions.

## Història
El cos de Mossos d'Esquadra ha comptat amb gossos des dels seus inicis als anys 80, tot i que en aquell moment s'havien de llogar. No va ser fins al 1991 que es van enviar quatre mossos a Madrid per fer el curs de guia caní del Cos Nacional de Policia i cinc mossos més per fer el de la Guàrdia Civil per tal d'aprendre'n el màxim possible. A partir de llavors es va poder desenvolupar un mètode de treball propi. Al llarg de molts anys la unitat ha hagut d'allotjar els seus gossos en caneres privades i no va ser fins al 2009 que es va poder traslladar al nou quarter general: el Complex Central Egara.